# Alexandru Buia
Alexandru Buia (n. 1911, Sângeorz-Băi, județul Năsăud – d. 4 octombrie 1964, Craiova) a fost un botanist și profesor universitar român, recunoscut pentru contribuțiile sale în domeniul botanicii agricole și al studiului florei și vegetației din România. A fost un pionier în cercetarea cuscutelor, fondator al Grădinii Botanice din Craiova și coautor al monumentalei lucrări „Flora R.P.R.”. A ocupat poziții de rector la Facultatea de Agronomie din Cluj și la Institutul Agr19 Agrișorului din Craiova, marcând una dintre cele mai lungi cariere rectorale din istoria învățământului agronomic românesc.

## Biografie
Alexandru Buia s-a născut în 1911 în Sângeorz-Băi, județul Năsăud, o zonă renumită pentru tradiția botanică, unde au activat Florian Porcius și Iuliu Prodan. A urmat studiile primare în localitatea natală, apoi gimnaziul și liceul la Năsăud, absolvind în 1930. În același an, s-a înscris la Academia de Agricultură din Cluj, unde a fost atras de botanică și de personalitatea profesorului Iuliu Prodan. După absolvirea anului I, a devenit un vizitator constant al laboratorului de botanică, participând la cursurile lui Prodan și însoțindu-l în expediții botanice. În 1934, după absolvire, a fost reținut ca asistent al lui Prodan, marcând începutul unei cariere remarcabile.
În 1939, după retragerea lui Prodan, Buia a preluat catedra de botanică la doar 28 de ani, asumându-și moștenirea științifică a mentorului său. În 1940, Facultatea de Agronomie din Cluj a fost transferată la Timișoara, unde a rămas până în 1945, iar Buia a organizat activități didactice și practice la stațiunile Cenad, Miniș și la școlile agricole din Lugoj și Ceacova. La 1 octombrie 1945, facultatea s-a întors la Cluj, iar Buia a fost numit rector, preluând funcția de la Ion Safta. A reorganizat activitatea didactică și universitară, readucând facultatea la normalitate în mai puțin de trei ani.
În 1948, în urma reformei învățământului, Buia a fost numit profesor de botanică și rector al nou-înființatului Institut Agronomic „Tudor Vladimirescu” din Craiova. A contribuit la dezvoltarea institutului, aliniindu-l cu prestigioasele școli agronomice din București, Cluj și Iași, până la moartea sa în 1964, la vârsta de 53 de ani, din cauza unei boli necruțătoare.

## Activitate științifică și publicistică
Alexandru Buia a fost un cercetător meticulos, contribuind semnificativ la botanică prin studiul cuscutelor, al florei și vegetației Olteniei, precum și al pășunilor și fânețelor. A fost coautor al lucrării „Flora R.P.R.” (1952-1972), colaborând cu botaniști precum Iuliu Prodan, Er. Nyarady și Al. Borza, și a publicat familii botanice în volumele I, III, IV, VII, VIII și XII. De asemenea, a fost coautor, alături de Prodan, al lucrării „Flora mică ilustrată a R.P.R.”, un ghid accesibil pentru studierea plantelor.

### Cercetări asupra cuscutelor
Buia este recunoscut ca unul dintre cei mai importanți cercetători români ai cuscutelor, plante parazite dăunătoare culturilor agricole. Teza sa de doctorat, susținută în 1938, „Contribuțiuni la studiul cuscutelor din România”, a identificat o specie nouă, o subspecie, patru varietăți și o formă ecologică, corectând totodată lucrări anterioare. În 1938, a publicat „Cuscutele României” (în franceză), o lucrare monografică de 148 de pagini, care a consolidat statutul său de specialist în domeniu.

### Flora și vegetația Olteniei
La Craiova, Buia a inițiat studii ample asupra florei și vegetației Olteniei, un domeniu slab cercetat până atunci. Alături de colaboratori precum M. Păun, C. Maloș și M. Olaru, a publicat lucrări precum „Contribuții la flora regiunii Craiova” (1952), „Rarități floristice din Oltenia” (1962) și „Plante noi și plante rare din Oltenia”, identificând specii noi pentru știință, precum *Erythronium densicqnis* și *Plantago indica L.F. denticulata*.

### Pășuni și fânețe
Buia a studiat pășunile și fânețele ca resurse esențiale pentru zootehnie, publicând lucrări precum „Materialul pentru studiul fânețelor și pășunilor din regiunea Satu-Mare-Sălaj” (1939) și „Metode de lucru folosite și rezultatele obținute în cercetările geobotanice din masivul Parâng”. În Parâng, a demonstrat că fertilizarea poate crește producția de masă verde de la 3,5 t/ha la 18,5 t/ha.

## Lucrări majore
Buia a publicat cursuri și tratate esențiale pentru studenții agronomi, printre care „Elemente de morfologie vegetală” (1948, cu Th. Ghinculov) și „Botanica agricolă” în două volume: „Morfologia plantelor” (1961) și „Sistematica plantelor” (1965). Aceste lucrări au inclus un istoric detaliat al botanicii și au fost considerate cele mai valoroase de acest fel la acea vreme.

## Contribuții în botanică
Buia a descoperit mai multe specii și varietăți noi de cuscute, precum *Cuscuta basarabica* și *Cuscuta gymnocarpa ssp. Deflexa*. A fondat Grădina Botanică din Craiova în 1952, pe o suprafață de 17 ha, organizată în sectoare precum Sistematica plantelor, Provinciile floristice ale globului și Fitogeografia Olteniei. Grădina îndeplinește funcții didactice, de cercetare și estetice, găzduind peste 2300 de taxoni și un herbar cu 45000 de coli.